# Гуттенберг, Карл-Теодор цу

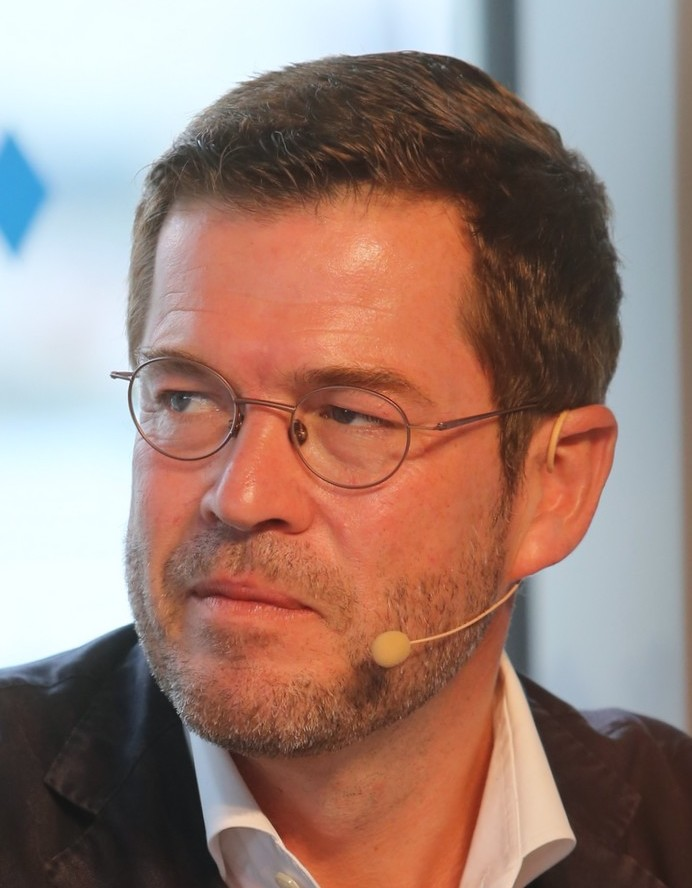
Карл-Теодор цу Гуттенберг, фото 2017 г.

Карл-Теодор Мария Николаус Иоганн Якоб Филипп Франц Йозеф Сильвестр Буль-Фрайхерр фон унд цу Гуттенберг (нем. Karl-Theodor Maria Nikolaus Johann Jacob Philipp Franz Joseph Sylvester Buhl-Freiherr von und zu Guttenberg; род. 5 декабря 1971, Мюнхен) — немецкий политический, государственный и военный деятель (ХСС), генеральный секретарь ХСС (ноябрь 2008 — февраль 2009), министр экономики и технологии (с 10 февраля 2009 по 28 октября 2009 года), министр обороны (с 28 октября 2009 по 1 марта 2011 года) в правительстве Ангелы Меркель.

## Биография

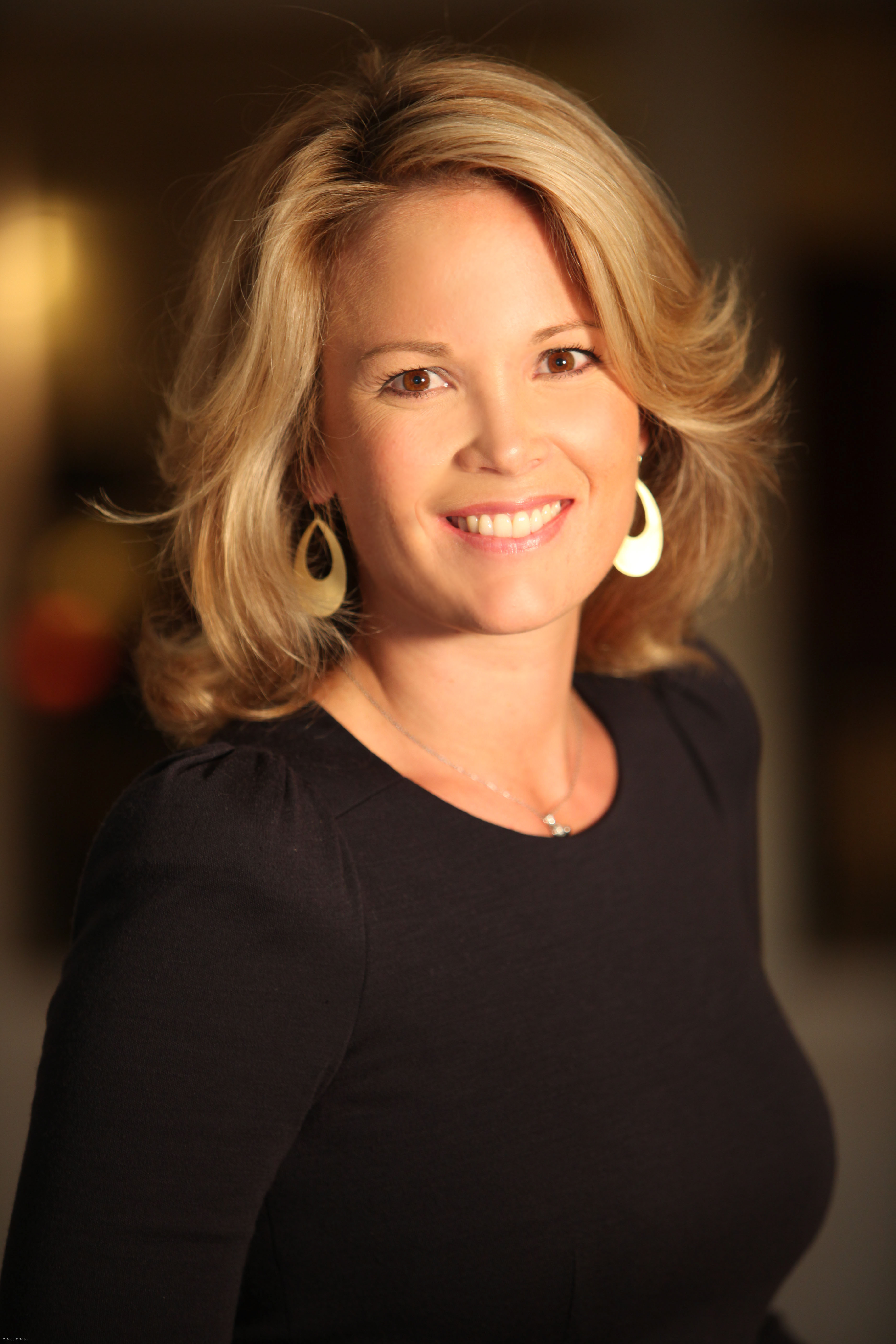
Супруга Карла-Теодора — графиня Штефани фон Бисмарк-Шёнхаузен

Карл-Теодор цу Гуттенберг происходит из франконского аристократического рода Гуттенбергов. Его родители: отец — дирижёр Энох цу Гуттенберг, мать — Кристиана Хенкель фон Риббентроп, во втором браке (с 1985 года) замужем за сыном министра иностранных дел Германии Иоахима фон Риббентропа. Дед Карла-Теодора, Карл Теодор фрайхерр фон унд цу Гуттенберг, с 1967 по 1969 годы был парламентским статс-секретарём в управлении третьего канцлера ФРГ Кизингера.
В 1991 году Гуттенберг окончил гимназию Игнац-Гюнтер в городе Розенхайм. После окончания гимназии проходил военную службу в батальоне горных стрелков в Миттенвальде. Завершил службу в чине унтер-офицера.
Гуттенберг изучал политические науки в Мюнхене, получил высшее образование в области права в университете Байройта. В 2007 году защитил в Байройте докторскую диссертацию в области права, его диссертация называется: «Конституция и конституционный договор: этапы развития конституции в США и в ЕС» (нем. «Verfassung und Verfassungsvertrag: konstitutionelle Entwicklungsstufen in den USA und der EU»).
В 1994—2002 годах цу Гуттенберг был служащим семейного предприятия Guttenberg GmbH, оказывавшего консультационные услуги в сфере инвестиций, а позже — управляющим этого предприятия. По данным бюро кредитных историй Creditreform, Guttenberg GmbH состоит из «примерно трёх служащих» с оборотом в 2000 году «около 25 000 евро».
Кроме этого, в 1996—2002 годах цу Гуттенберг входил в состав наблюдательного совета Rhön-Klinikum AG, где его семья являлась правообладателем 26,5 % акций уставного фонда. Продав эти акции в марте 2002 года HypoVereinsbank, он использовал вырученные средства для начала своей политической карьеры.
Супруга цу Гуттенберга — графиня Ште́фани фон Бисмарк-Шёнхаузен, род. 24 ноября 1976 года). Они поженились 12 февраля 2000 года. Штефани — праправнучка канцлера Германии Отто фон Бисмарка. В семье Гуттенберга двое детей.

## Политическая карьера
Политическая карьера Гуттенберга началась с вступлением в молодёжную организацию ХСС Баварии. В 2002 году Гуттенберг стал депутатом бундестага от своей партии — ХСС. Он был выбран не по партийным спискам, а прямым голосованием от избирательного округа Кульмбах. С 2005 по ноябрь 2008 года Гуттенберг был в руководстве комитета по иностранным делам фракции ХДС/ХСС в бундестаге, а также официальным представителем фракции по вопросам разоружения, нераспространения ядерного оружия и контроля над вооружением.
На выборах в бундестаг в 2005 году Гуттенберг получил 60 % голосов избирателей в своём округе.
8 декабря 2007 года Гуттенберг был избран Председателем отделения ХСС округа Верхняя Франкония. Гуттенберг становится членом президиума ХСС и работает в группе, ответственной за внешнюю политику и политику безопасности. 3 ноября 2008 года он был выбран генеральным секретарём ХСС. Его кандидатуру выдвинул Хорст Зеехофер. В этом качестве Гуттенберг принял участие в 22-м съезде ХДС в Штутгарте, прошедшем в декабре 2007 года.
После отставки министра экономики Михаэля Глосса, решившего оставить свой пост в разгар мирового финансового кризиса, 10 февраля 2009 года 37-летний Карл-Теодор цу Гуттенберг занял его место, став таким образом самым молодым министром в истории страны.
Серьёзными испытаниями в период его пребывания в должности министра экономики стали борьба за спасение от банкротства немецкого автогиганта Opel (завершившаяся неопределённо), концерна Arcandor AG (в июне 2009 года компания объявила о своём банкротстве) и Hypo Real Estate (спасена и национализирована).
На выборах в бундестаг, состоявшихся 27 сентября 2009 года, Гуттенберг получил 68,1 % голосов избирателей в своём округе — Кульмбах.
С 28 октября 2009 года Карл-Теодор цу Гуттенберг становится министром обороны Германии. На этом посту он предложил провести военную реформу, уволил нескольких видных чиновников и посетил Афганистан. Период его руководства Бундесвером сопровождался несколькими скандалами, включая публикацию Wikileaks о связях министра с американскими дипломатами и вскрытие неуставных отношений на корабле Горх Фок.

## Обвинения в плагиате

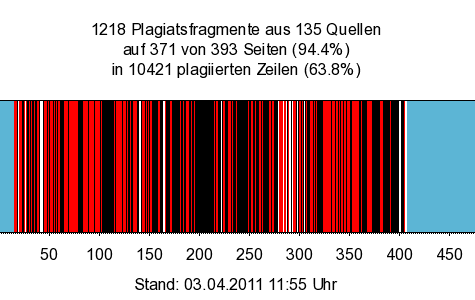
Графическое представление диссертации цу Гуттенберга.
черный = плагиат из одного источника
красный = плагиат из нескольких источников
белый = плагиат не обнаружен
голубой = содержание и приложения.

16 февраля 2011 года профессор юриспруденции из Бремена Андреас Фишер-Лескано (нем.) в газете «Süddeutsche Zeitung» выдвинул против цу Гуттенберга обвинения в плагиате. Фишер-Лескано заявил, что в докторской диссертации цу Гуттенберга имеются по крайней мере 15 скопированных отрывков текста. Среди прочего — несколько абзацев и отдельных предложений из «Neue Zürcher Zeitung am Sonntag» (воскресный выпуск «Новой Цюрихской газеты»), а также текст из статьи профессора-«политолога Барбары Ценпфенниг в газете Frankfurter Allgemeine Zeitung» за 27 ноября 1997 года. Диссертационная работа цу Гуттенберга на звание доктора юриспруденции (в России соответствует кандидату юридических наук) содержит 475 страниц и 1300 ссылок на источники. Работа была оценена высшим баллом «Summa cum Laude». Президент университета Байройта Рюдигер Борманн признал серьёзность обвинений и призвал цу Гуттенберга в течение двух недель дать объяснения.
18 февраля цу Гуттенберг сделал краткое заявление по поводу выдвинутых против него обвинений. Он заявил, что его диссертация — не плагиат, что он работал над ней семь лет. Он также признал, что в работе имеются ошибки цитирования. Гуттенберг заявил, что он на время прояснения ситуации в университете отказывается от титула «доктор юриспруденции» и отказывается от обсуждения данной темы в средствах информации. Одновременно он находится в полном распоряжении университета с целью разъяснения ситуации.
21 февраля на предвыборной встрече партии ХДС в гессенском городе Келькхайм Гуттенберг, не дожидаясь рассмотрения дела о плагиате в Университете Байройта, окончательно отказался от степени доктора юриспруденции. Гуттенберг сказал, что в выходные он ещё раз внимательным образом пересмотрел свою диссертацию, и понял, что в работе допущены серьёзные ошибки. Он добавил, что в течение семилетней работы, он потерял обзор над источниками, что привело к ошибкам в цитировании и расстановки ссылок, но все ошибки были сделаны несознательно. Гуттенберг также заявил, что он направил письмо в университет Байройта с просьбой о снятии с него учёной степени доктора юриспруденции. В обоснование своей просьбы он говорит о серьёзных ошибках, которые недопустимы в научной работе.
Канцлер Германии Ангела Меркель поддержала Гуттенберга в его решении, и сказала, что не намерена отправлять его в отставку. Меркель сказала, что высоко ценит работу Гуттенберга как успешно выполняющего свои обязанности министра обороны, а не как научного сотрудника, поэтому он остаётся в правительстве.
Представители оппозиционных партий требовали отставки Гуттенберга с поста министра обороны, как незаслуживающего доверия.
23 февраля обвинения министра обороны в плагиате обсуждались на специальном заседании бундестага. Представители оппозиционных партий обвинили Гуттенберга во лжи, потере доверия и требовали его отставки с поста министра обороны. Высказывались предположения, что Гуттенберг будет привлечён к суду за нарушение авторских прав. Сам Гуттенберг повторил свою позицию: он признаёт, что его диссертация содержит серьёзные ошибки; он приносит свои извинения тем, кто посчитал, что он, в результате неправильного цитирования нарушил их авторские права, он направил письмо в университет Байройта с просьбой об аннулировании его титула «доктор юриспруденции». Ошибки в диссертации Гуттенберг объясняет тем, что переоценил свои возможности, что во время работы над диссертацией он был перегружен депутатскими и семейными заботами, было несколько перерывов в работе, что, в конце концов, привело к тому, что он потерял общий обзор над диссертацией. Гуттенберг сказал, что, несмотря на ошибки, его диссертация имеет научную ценность. Гуттенберг подтвердил своё намерение продолжить работу на посту министра обороны. Представители партий правящей коалиции ХДС/ХСС и СвДП поддержали Гуттенберга в его решении: он признал свою ошибку и отказался от учёной степени, поэтому он по-прежнему заслуживает доверия.
Вечером 23 февраля экзаменационная комиссия университета Байройта отменила заключение о присвоении звания «доктор юриспруденции» (Dr. jur.) Гуттенбергу. В решении говорится, что в диссертации Гуттенберга не соблюдены требования, предъявляемые к научной работе. Недопустимо приводить в работе отрывки текста без однозначного указания на источники. В решении также сказано, что комиссия не рассматривала вопрос о преднамеренном обмане.
За время работы в качестве министра экономики и министра обороны Гуттенберг стал популярным политиком. Гуттенберг считался перспективным консервативным политиком. Ему предсказывали успешную политическую карьеру, что в недалёком будущем он станет или министром-президентом Баварии или даже канцлером Германии. Несмотря на тяжёлые обвинения в плагиате и отзыв учёной степени, Гуттенберг незначительно потерял в своей популярности. Согласно опросам, которые проводились до 25 февраля, до 75 % опрошенных считают, что Гуттенберг может оставаться министром обороны.

### Общественный контроль
В интернете был создан ресурс «GuttenPlag Wiki», где добровольные участники выкладывают результаты сравнительного анализа текста диссертации министра и оригинальных источников. Там же дважды в день выкладывается график мониторинга. Согласно данным на 1 марта, из 394 страниц диссертации (без учёта оглавления и приложений) 300 страниц, или 76,34 %, являются плагиатом.

## Отставка
1 марта 2011 года Карл-Теодор цу Гуттенберг официально объявил о своей отставке с поста министра обороны.
Гуттенберг аргументировал своё решение тем, что интенсивные обсуждения его честности и доверия к нему, идущие последние дни в средствах массовой информации в связи с его диссертацией, наносят ущерб его работе и отвлекают внимание и силы от фундаментальной реформы бундесвера, которая им начата. Он также отметил, что в последние недели внимание общественности было приковано к его персоне, в то время как гибель солдат в Афганистане ушла на второй план. Гуттенберг поблагодарил канцлера Ангелу Меркель за её доверие, поддержку и понимание. Он высказал также благодарность за поддержку множеству избирателей, членам партии ХДС, председателю партии ХСС и особенно военнослужащим. Гуттенберг заявил: «Я был всегда готов к борьбе, но я достиг границы моих сил».
- Канцлер Ангела Меркель по поводу отставки Гуттенберга сказала: «Я очень сожалею о его отставке, но я принимаю с пониманием это личное решение». Меркель также выразила сердечную благодарность Гуттенбергу за его деятельность для Германии[24].
- Обозреватель государственных немецких СМИ Беттина Маркс отметила: «Карл-Теодор цу Гуттенберг, объявляя о своей отставке, не нашел ни слова для самокритики и сожаления»[25].

10 марта состоялась церемония проводов министра, во время которой военный оркестр сыграл Smoke on the Water группы Deep Purple.

## После отставки
- Президент Байройтского университета проф. Р. Борманн сообщил, что отставка Карла Гуттенберга не отменяет намерение диссертационной комиссии университета продолжить расследование на предмет сознательных подтасовок и плагиата[27].
- Прокуратура Баварии в начале марта 2011 года сообщила, что расследование в отношении бывшего министра обороны продолжается. Старший прокурор Райнер Лайб уточнил, что Гуттенбергу инкриминируется нарушение авторского права в более чем ста случаях[28].
- В 2019 году подписал «Открытое письмо против политических репрессий в России»[29]
- В 2019 году защитил докторскую диссертацию по экономике в Саутгемптонском университете[30], возвращаться в политику не намерен[31].
- С 2023 года ведёт со своим политическим противником Грегором Гизи подкаст «Gysi gegen Guttenberg — Der Deutschland-Podcast»[32][33].

## Переезд
Согласно сообщению государственного германского телеканала ARD в июле 2011 года, Карл-Теодор цу Гуттенберг купил дом в штате Коннектикут (США). 16 августа 2011 года Штефани цу Гуттенберг, супруга экс-министра, в интервью таблоиду Bild сообщила, что семья переезжает в США, на Восточное побережье. От уточнения конкретного место жительства Штефани уклонилась. Длительность проживания семьи Гуттенберга в США пока неизвестна. Гуттенберг работает экспертом в Центрe стратегических и международных исследований в Вашингтоне, США.